# The Reef
Pour plus de détails, voir Fiche technique et Distribution.
The Reef est un film d'horreur australien réalisé par Andrew Traucki, sorti en 2010.
Le film est inspiré par l'histoire vraie d'un groupe d'amis qui chavirent en pleine mer alors qu'ils naviguaient au large de l'Australie. La bande, pour survivre, décide de nager jusqu'à une île voisine, mais se retrouve pourchassée par un requin-tigre, qui est remplacé par un grand requin blanc dans le film. The Reef est le deuxième long métrage d'Andrew Traucki.

## Synopsis
Australie, été 2010. Luke, Kate, Suzie et son compagnon Matt, décident de rejoindre Warren sur son bateau pour une croisière de rêves vers l'île aux Cygnes. Arrivés là-bas, voyant la marée baisser rapidement, ils décident de retourner au bateau pour partir. Ils entament leur retour vers le continent.
Alors que Luke descend à l'intérieur du bateau, un récif corallien heurte le bateau et déchire la coque. Les cinq amis remontent sur le bateau désormais à l'envers et évaluent les dégâts. Luke est persuadé que le bateau va couler et pense que, s'ils ont beau avoir une balise, un avion a peu de chance de les localiser ; il propose donc de nager vers l'île aux tortues. Luke nage dans le bateau et remonte avec un sac à dos, des tenues de plongée et une planche flottante coupée en deux. Suzie et Matt acceptent le plan de Luke, ainsi que Kate, après une courte hésitation. Cependant, Warren est fermement résolu à ne pas les suivre. En tant que pêcheur, il sait très bien que plusieurs espèces de requins peuplent ces eaux. Luke, Kate, Suzie et Matt laissent donc Warren sur le bateau.
Alors qu'ils nagent depuis plusieurs heures, ils découvrent le cadavre d'une tortue et continuent leur route.
Sur le bateau, Warren s'aperçoit qu'un aileron rôde autour de lui.
Suzie a de plus en plus l'impression que quelque chose les suit. Après qu'elle leur a fait part de ses craintes plusieurs fois, Luke regarde sous l'eau avec son masque et ne voit rien, c'est alors que Kate à son tour croit voir quelque chose, Luke remet donc son masque et découvre que c'est un grand requin blanc qui les suit. Après avoir envisagé de rester groupés, le groupe s'aperçoit que le requin commence à leur tourner autour et à nager vers eux. Finalement, alors qu'ils pensaient le requin parti, ce dernier les attaque et emporte la moitié de planche de Kate. La planche réapparaît à une vingtaine de mètres, et, sans qu'ils se concertent, Matt nage à toute vitesse pour la récupérer. Le requin nage alors droit sur lui et l'emporte sous les eaux. Il refait surface dans les bras de sa sœur, avec une jambe en moins, et meurt. Le trio laisse le corps.
À la nuit tombée, Suzie reproche à Luke la mort de Matt. Le lendemain, le groupe se rend compte qu'ils ont dérivé vers une île entièrement rocheuse et ils décident de la rejoindre. Après avoir eu peur d'un aileron de dauphin, les trois amis voient un autre aileron qui disparaît devant eux. Après avoir regardé dans l'eau, Suzie est emportée par le même requin. Elle refait surface, Luke nage vers elle, mais elle disparaît dans les profondeurs.
Luke reprend la planche de Suzie, et lui et Kate continuent de nager, mais Kate se blesse à un rocher et son sang attire de nouveau le requin. Arrivés à l'île, Luke parvient à hisser Kate, mais ne réussit pas à monter et se fait emporter par le requin.
Le texte en épilogue révèle que Kate est finalement secourue par un navire de pêche le lendemain et hospitalisée, mais que des recherches actives n'ont pu retrouver Warren et son bateau.

## Fiche technique
- Titre original : The Reef
- Réalisation : Andrew Traucki
- Scénario : Andrew Traucki
- Producteurs : Michael Robertson, Andrew Traucki
- Musique : Rafael May
- Société de production : Wild Side Films
- Société de distribution : Lightning Entertainment
- Budget : 35 millions de $
- Langue : anglais
- Durée : 94 minutes
- Genre : Horreur et thriller
- Dates de sortie :
  -  Australie : 5 novembre 2010 au Festival international du film de Canberra
  -  France : 17 mai 2010 au festival de Cannes, 21 juin 2011 (directement en DVD et Blu-ray)
- Interdit aux moins de 12 ans (France)

## Distribution
- Damian Walshe-Howling (VF : Damien Boisseau) : Luke
- Zoe Naylor (VF : Dominique Vallée) : Kate
- Adrienne Pickering (VF : Vanessa Valence) : Suzie
- Gyton Grantley (VF : Eric Aubrahn) : Matt
- Kieran Darcy-Smith (VF : Patrick Béthune) : Warren

## Production

### Tournage
Le tournage a duré cinq semaines et a débuté le 12 octobre 2009 à Hervey Bay, à Bowen et sur l'île Fraser (Queensland), avec des images de requins supplémentaires en Australie du Sud,.
Rob Gaison, directeur général du tourisme d'Australie du Sud a déclaré que ce film, tiré d'une histoire vraie, risquait de nuire au tourisme. Col McKenzie, a lui par contre déclaré que le film En eaux profondes avait ruiné l'industrie du tourisme.

### Sortie
The Reef est sorti dans plusieurs festivals dont Le Festival de Cannes (mai 2010, France), Festival international du film de Pusan (octobre 2010, Corée du Sud), et Festival international du film de Catalogne (octobre 2010, Espagne). Le film a reçu fin 2010 un prix au festival de Canberra en Australie.